# Humiriastrum procerum
Humiriastrum procerum es una especie  de árbol  perteneciente a la familia Humiriaceae. s originario de Colombia y Ecuador donde se encuentra en la Reserva Étnica Awá.

## Descripción
Son árboles que alcanzan un tamaño de hasta 30 m de alto. Hojas oblongo-elípticas, 3.5–9 cm de largo y 2–5 cm de ancho, ápice acuminado. Inflorescencia terminal. Fruto una drupa.

## Taxonomía
Humiriastrum procerum fue descrita por (Little) Cuatrec. y publicado en Contributions from the United States National Herbarium 35(2): 143. 1961.
Sinonimia
- Humiria procera Little
- Sacoglottis procera (Little) Cuatrec.[3]